# Maison à la Ville au Lau
La maison à la Ville au Lau est une maison de Cruguel, dans le Morbihan.

## Localisation
La maison est située dans la partie ouest du hameau de La Ville-au-Lau, à environ 1,9 km à vol d'oiseau à l'ouest du centre-bourg de Cruguel et autant au sud-est du centre-bourg de Guéhenno.

## Histoire
Son architecture, de style Renaissance sur sa façade sud, caractéristique des années 1570 à 1580. Il pourrait s'agir d'une maison de prêtre.
Les façades et toitures sont inscrites au titre des monuments historiques par arrêté du 15 mars 1996.

## Architecture
La maison, qui arbore une qualité supérieure à la moyenne des constructions alentour, est bâtie sur deux niveaux comprenant chacun une unique pièce.